# Live in Bucharest: The Dangerous Tour
Live in Bucharest: The Dangerous Tour è il primo live di Michael Jackson ad essere stato messo in commercio durante la sua carriera solista e venne pubblicato dalla Sony Music nel 2005 su DVD.
Lo stesso show era stato precedentemente inserito come DVD bonus all'interno del cofanetto The Ultimate Collection del 2004.
Registrato il 1º ottobre 1992 all'Arena Națională di fronte a 90.000 spettatori, il concerto fu trasmesso in diretta nel Regno Unito dal canale televisivo BBC e, in versioni ridotte e con un diverso montaggio, dalle TV di altri 60 paesi del mondo. In Italia andò in onda in prima serata il 4 ottobre 1992, in differita di qualche giorno e in una versione tagliata, su Canale 5 presentato dal dj Linus. Negli Stati Uniti venne trasmesso il 10 ottobre 1992, in una versione rimontata per l'occasione, con diversi nuovi angoli di ripresa, molti provenienti da altri concerti del tour, trasmesso dalla rete televisiva HBO, che si aggiudicò l'esclusiva per 21 milioni di dollari, la cifra più alta mai pagata all'epoca per un concerto, registrando gli ascolti più alti della sua storia e permettendo a Jackson di aggiudicarsi un CableACE Award. Questo DVD è tratto dalla versione HBO del concerto.

## Contenuti
La scaletta del concerto è la stessa di tutti i concerti del Dangerous World Tour dello stesso anno, che include principalmente brani dagli album in studio dell'età adulta della carriera di Jackson, ovvero quelli tratti da Off the Wall (1979), Thriller (1982), Bad (1987) e, ovviamente, Dangerous (1991), trattandosi del tour promozionale di tale album, mentre il repertorio anni settanta dell'infanzia e adolescenza del cantante, ovvero quello degli album solisti Got to Be There (1972), Ben (1972), Music & Me (1973) e Forever, Michael (1975) viene totalmente ignorato, mentre quello con i Jackson 5 viene solo sfiorato tramite un medley di tre canzoni.
La regia e la messa in scena dello spettacolo di Kenny Ortega rompe con le tournée precedenti del cantante, molto concentrate sulla musica, per mettere maggiormente in risalto il lato spettacolare dell'esibizione, impostazione che sarà mantenuta nel tour successivo e nei concerti speciali che seguiranno.
Alcuni segmenti della versione HBO, che è la versione riversata in questo DVD, non provengono dal concerto di Bucarest; lo si vede, per esempio, quando il cantante esegue She's Out of My Life: inizia e finisce la canzone con in mano un microfono nero e i suoi capelli sono raccolti a coda, mentre nella parte centrale il microfono è bianco e i capelli sono raccolti a cipolla (in questo caso il frammento appartiene al concerto di Francoforte del 28 agosto 1992). Molte inquadrature del pubblico sono riprese invece dalla tappa al Wembley Stadium di Londra, nello stesso anno. Mancano in questa versione l'introduzione "Brace Yourself" e l'intermezzo di We Are the World. L'audio, tuttavia, è senza interruzioni quello della capitale rumena. Nella versione BBC e Canale 5 tutto il video appartiene a Bucarest con varie angolature diverse e senza cambi di concerto, essendo il risultato della trasmissione in diretta del concerto con relativo montaggio fatto in diretta dal regista Andy Morahan. La versione HBO fu voluta da Jackson, perfezionista per sua stessa ammissione, che era rimasto deluso dal montaggio originale operato in diretta dal regista, con relativi errori di inquadrature, e aveva pertanto chiesto un completo rimontaggio del concerto.
Peraltro lo stesso scenario si è avuto nella versione televisiva del concerto dell'HIStory World Tour di Monaco di Baviera nel 1997 trasmessa da ZDF, in cui la maggior parte delle riprese è stata effettuata durante gli show del 6 e 7 luglio 1997, a cui ne furono aggiunte alcune da altri concerti del tour: ad esempio, la scena in cui Jackson, prima di iniziare il medley dei Jackson 5, trova un insetto sul palco e supplica la sicurezza di non ucciderlo, è in realtà tratta dal concerto di Lipsia del 3 agosto 1997.

## Tracce DVD
1. Titoli
2. Jam
3. Wanna Be Startin' Somethin'
4. Human Nature
5. Smooth Criminal
6. I Just Can't Stop Loving You
7. She's Out of My Life
8. I Want You Back/The Love You Save (medley Jackson 5)
9. I'll Be There (Jackson 5)
10. Thriller
11. Billie Jean
12. Workin' Day and Night
13. Beat It
14. Will You Be There
15. Black or White
16. Heal the World
17. Man in the Mirror
18. Titoli di coda

## Successo commerciale
Il DVD, alla sua uscita nel 2005, ebbe un buon successo, raggiungendo i vertici delle classifiche in molti paesi e piazzandosi alla posizione numero 1 di Belgio (Vallonia), Francia, Grecia e Italia. Negli anni successivi rientrò più volte tra le prime 10 posizioni delle chart internazionali registrando delle vendite costanti.
Nel luglio 2009, dopo la morte di Michael Jackson, tornò in vetta alle classifiche per diverse settimane e fu ricertificato su più mercati pop. Ha venduto circa 2 000 000 di copie in tutto il mondo.

## Posizioni in classifica, certificazioni, vendite
| NAZIONE                                 | POS. MAX | CERTIF. UFF.                                                | ANNO | VENDITE  |
| --------------------------------------- | -------- | ----------------------------------------------------------- | ---- | -------- |
| Argentina (Top 20 Music DVDs - Mensile) | 9        | Oro (4 000) Archiviato l'8 luglio 2009 in Internet Archive. | 2007 | 4 000+   |
| Australia (Top 40 Music DVDs)           | 5        | 14x Platino (210 000)                                       | 2013 | 210 000+ |
| Austria (Top 10 Music DVDs)             | 4        |                                                             |      |          |
| Belgio (Fiandre) (Top 10 Music DVDs)    | 2        |                                                             |      |          |
| Belgio (Vallonia) (Top 10 Music DVDs)   | 1        |                                                             |      |          |
| Brasile (**)                            |          |                                                             |      | 11 000+  |
| Cile (Top 10 Music DVDs)                | 4        |                                                             |      |          |
| Estonia (Top 50 music DVDs)             | 10       |                                                             |      |          |
| Francia (Top 40 Music DVDs)             | 1        | 3x Platino (3x20 000)                                       | 2013 | 60 000+  |
| Germania (Top 20 Music DVDs)            | 3        | Platino                                                     | 2023 | 200 000+ |
| Grecia (Top 20 Music DVDs)              | 1        |                                                             |      |          |
| Irlanda (Top 10 Music DVDs)             | 3        |                                                             |      |          |
| Italia (*)                              |          |                                                             |      |          |
| (Top 20 Music DVDs - FIMI)              | 1        |                                                             |      |          |
| (Top 10 Music DVDs - M & D)             | 1        |                                                             |      |          |
| Norvegia (Top 10 Music DVDs)            | 10       |                                                             |      |          |
| Olanda (Top 30 Music DVDs)              | 2        |                                                             |      |          |
| Portogallo (Top 30 Music DVDs)          | 12       | Platino (8 000)                                             | 2020 | 8 000+   |
| Rep. Ceca (Top 20 Music DVDs)           | 12       |                                                             |      |          |
| Spagna (Top 20 Music DVDs)              | 1        | Platino (25 000)                                            | 2013 | 25 000+  |
| Svezia (Top 20 Music DVDs)              | 2        |                                                             |      |          |
| Ungheria (Top 20 Music DVDs)            | 12       |                                                             |      |          |
| UK (Top 30 Music DVDs)                  | 2        | 2x Platino (100 000)                                        | 2014 | 100 000+ |
| USA (Top 40 Music DVDs)                 | 6        | 8x Platino (800 000)                                        | 2013 | 800 000+ |

- (*) Italia: posizioni riferite alle due classifiche ufficiali italiane FIMI e MUSICA & DISCHI
- (**) Vendite Brasile: A partire da giugno 2003 ogni prodotto musicale viene contrassegnato da un codice alfanumerico che indica in quante copie è stato distribuito nel Paese (copie distribuite: 11 000+). Codici diversi del medesimo disco/singolo/DVD corrispondono a diverse distribuzioni. Nel caso di Live in Bucharest: The Dangerous Tour i codici sono i seguenti:

AA2000;
AB3000;
AC2000;
AD1000;
AE500;
AF????;
AG1000;
AH500;
AI1000.